# Рефлекс Геринга — Брейера
Рефлекс Геринга — Брейера (рефлекс Геринга, дыхательно-сердечный рефлекс Геринга) — рефлекс у животных и человека, проявляющийся в смене фазы вдоха на фазу выдоха при перерастяжении легких. Рефлекс описан немецкими физиологами Э. Герингом и И. Брейером в 1868 году.

## Механизм
Механорецепторы, расположенные в стенке бронхов и бронхиол реагируют на перерастяжение легких во время глубокого вдоха. Генерируется потенциал действия, передающийся по крупным миелинизированным нервным волокнам блуждающего нерва. Импульс доходит до дыхательного центра в стволе мозга, в результате чего происходит торможение инспираторных нейронов и возбуждение экспираторных. Происходит подавление вдоха и стимуляция выдоха.